# Potosí (departman)
Departman Potosí nalazi se na jugozapadu Bolivije. Ovo je većinom brdoviti kraj sa širokom visoravni na zapadu. Ovdje se nalazi Salar de Uyuni, najveća slana pustinja na svijetu.

## Stanovništvo
Broj stanovnika ovog departmana povećao se u pola stoljeća za oko 40 %, od 509.087 (1950.) preko 657.743 (1976.) i 645.889 (1992.) do 709.013 (2001.).

## Provincije
Potosí je podijeljen na 16 provincija:
| Provincija         | Glavni grad              | Površina (km²) | Stan. (2001.) |
| ------------------ | ------------------------ | -------------- | ------------- |
| Alonso de Ibáñez   | Villa de Sacaca          | 2170           | 27.755        |
| Antonio Quijarro   | Uyuni                    | 14.890         | 37.428        |
| Bernardino Bilbao  | Arampampa                | 640            | 10.623        |
| Charcas            | San Pedro de Buena Vista | 2964           | 38.174        |
| Chayanta           | Colquecha                | 7026           | 90.205        |
| Cornelio Saavedra  | Betanzos                 | 2375           | 58.706        |
| Daniel Campos      | Llica                    | 12.106         | 5067          |
| Enrique Baldivieso | San Augustín             | 2254           | 1640          |
| José María Linares | Puna                     | 5136           | 51.412        |
| Modesto Omiste     | Villazón                 | 2260           | 36.266        |
| Nor Chichas        | Cotaguita                | 8979           | 35.323        |
| Nor Lípez          | Colcha "K"               | 20.892         | 10.460        |
| Rafael Bustillo    | Uncía                    | 2235           | 76.254        |
| Sud Chichas        | Tupiza                   | 8516           | 47.873        |
| Sud Lípez          | San Pablo de Lípez       | 22.355         | 4905          |
| Tomás Frías        | Tinguipaya               | 3420           | 176.922       |

## Najveći gradovi
| Grad      | Stanovništvo 2001. (popis) | Stanovništvo 2005. (pricjena) |
| --------- | -------------------------- | ----------------------------- |
| Potosí    | 133.268                    | 141.251                       |
| Llallagua | 29.472                     | 28.069                        |
| Villazón  | 28.229                     | 30.253                        |
| Tupiza    | 21.573                     | 22.233                        |
| Uyuni     | 10.585                     | 10.293                        |

## Vanjske poveznice
- (njem.)Informacije o ovom departmanu na stranicama bolivijskog veleposlanstva u Berlinu  Arhivirana inačica izvorne stranice od 25. prosinca 2011. (Wayback Machine)